# 中根一幸
中根 一幸（なかね かずゆき、1969年7月11日 - ）は、日本の政治家。自由民主党所属の元衆議院議員（5期）。自由民主党内閣部会長、自由民主党国土交通部会長、自由民主党総務部会長、外務大臣政務官（第2次安倍改造内閣・第3次安倍内閣）、外務副大臣（第3次安倍第3次改造内閣・第4次安倍内閣）、内閣府副大臣（第4次安倍改造内閣）、衆議院国土交通委員長を歴任した。

## 経歴

### 生い立ち
埼玉県鴻巣市出身。日本体育大学体育学部健康学科卒業。専修大学大学院法学研究科公法学修了。
1995年から1999年まで鴻巣市議会議員を務める。
2002年7月7日に行われた鴻巣市長選挙に立候補するも、前市議の原口和久に敗れた。

### 衆議院議員に就任
2005年9月11日の第44回衆議院議員総選挙に自民党公認で埼玉6区から立候補し、民主党の前職の大島敦に敗れるも比例北関東ブロックで復活し初当選した。
2009年8月30日の第45回衆議院議員総選挙で大島にダブルスコア以上の差をつけられ落選。
2012年12月16日の第46回衆議院議員総選挙で大島を198票差で破り、小選挙区で初めて当選。
2014年9月4日、第2次安倍改造内閣にて外務大臣政務官に就任。同年10月23日、自民党内閣部会長に就任。
同年12月14日の第47回衆議院議員総選挙で大島に敗れるも比例北関東ブロックで復活し3選。
2016年8月24日、自民党国土交通部会長に就任。2017年8月7日、第3次安倍第3次改造内閣にて外務副大臣に就任。
2017年10月22日の第48回衆議院議員総選挙で大島に敗れるも比例北関東ブロックで復活し4選。
2018年10月、第4次安倍改造内閣で内閣府副大臣（地方創生、規制改革、男女共同参画、まち･ひと･しごと創生、女性活躍、サイバーセキュリティ戦略担当）に就任。2019年9月、自民党総務部会長（地方自治行政、地方財政、地方税、消防行政、情報通信関連行政、放送行政、郵政、行政改革、行政評価や恩給などの担当）に就任。
2021年10月31日の第49回衆議院議員総選挙で大島に敗れるも比例北関東ブロックで復活し5選。
2024年1月26日、自民党5派閥の政治資金パーティーの裏金問題を受け、原子力問題調査特別委員長を辞任（後任は平将明）。

### 2024年衆議院議員選挙
2024年10月9日、自民党は衆議院議員選挙（10月27日執行）の第1次公認候補として、小選挙区265人、比例代表14人の計279人の擁立を発表した。政治資金パーティーの裏金事件に関係した現職と元職のうち12人を非公認とし、その中に中根も含まれた（ほどなく今村洋史が出馬を断念し非公認は11人となる）。
同日、自民党本部は森山裕幹事長の名で、衆院選候補者に対し、政党交付金から公認料500万円と活動費1500万円の計2000万円をそれぞれの政党支部へ10日付で振り込むことを通知した。
同年10月15日、総選挙が公示され、埼玉6区からは無所属の中根、立憲民主党の大島敦、日本共産党の元県議の秋山もえ、日本維新の会の元行田市議会議員の細谷美恵子の計4人が立候補した。同日、秋山は自身のX（旧ツイッター）に選挙ポスターの写真を掲載し、「今日見た本番ポスターの中根さん。自民党非公認なのに『自民党』って入っていたわ」と書いた。ツイートを読んだしんぶん赤旗の社会部長はポスターに「自民党支部長」の文字が大きく印刷されていることを不審に思い、埼玉県選挙管理委員会に電話で確認。中根を皮切りに調査を始めた。10月19日、しんぶん赤旗のスクープにより、裏金問題で非公認となった11人の候補者のうち、中根ら8人が自民党選挙区支部の支部長のままであることが明らかとなった。続いて10月23日、同紙は、前述の2000万円が中根ら8人と不出馬になった人が代表を務める政党支部に対しても支給されていたと報じた。野党は「裏金議員の裏公認だ」「反省していない」とただちに批判を強めた。
裏金問題や統一教会問題、2000万円支給問題などで自民党に逆風が吹き荒れる中、10月27日に総選挙は実施された。投票締め切りの20時直後に日本経済新聞は大島の当選確実を報じ、大島は9期目の当選を果たした。無所属の中根は議席を失った。裏金事件に関係した候補者は18勝28敗だった。

## 発言

### 外務副大臣在任時の発言
- シンポジウム「再生可能エネルギー100％ の社会の実現に向けて－日本のマルチステークホ ルダーの取り組み－」において開会挨拶を行い、日本における気候の変化に言及した上で、日本政府が、世界の脱炭素化を牽引するとの考えの下、温室効果ガス排出削減の為の長期戦略を策定している等、日本の政策を紹介した[26]。
- OSCE外相理事会に出席した際、北朝鮮に言及し、国際社会の強い連携の下、北朝鮮から非核化に向けた対話を求めてくる状況を作ることの重要性を訴え、OSCE諸国の協力を要請し、拉致問題についても早期可決にOSCE諸国の理解と協力を求めた[27]。
- 平成30年2月14日、訪日中の国連世界食糧計画バレリー・グァルニエリ事務局次長の表敬を受けた。この表敬訪問を受けた際に、アクセスが困難な地域において，WFPが最前線で活動していることを高く評価する旨述べるとともに，紛争発生後の対応のみならず，紛争の根本原因への対処を行う「人道と開発と平和の連携」の推進等を通じ，WFPとの協力関係を一層拡大していきたい旨を伝えた[28]。
- スリランカを訪問した際、コロンボ港を訪れ、無償資金協力でスリランカ沿岸警備庁に供与する巡視艇の引き渡し式に出席。その際、同じアジアの海洋国家として，自由で開かれ，安定かつ繁栄したインド洋の実現のため，引き続き手を携えていきたい旨述べた[29]。
- イタリアを訪問中、バチカン市国のポール・リチャード・ギャラガー外務長官を表敬訪問した。その際、ギャラガー外務長官が広島から平和の尊さを発信したことに感謝を伝えつつ，是非フランシスコ法王に日本へお越しいただきたいと伝え、ギャラガー外務長官に協力を依頼した[30]。
- 2018年3月、外務副大臣として大学で講演を行い、公務員志望の学生に対して「海外情勢が不透明感を持ち不安定な状態の中で、日本人が多く活躍できる土壌を整備している。いつの時代、古今東西拘らず、若い人が新しい世界、幸せな世界を創ってほしい」との言葉を贈った[31]。

### 内閣府副大臣在任時の発言
- 2018年台風24号による被害からの早期復旧を図る為、平井伸治鳥取県知事から財政支援について要請を受けた。この要請について、「被災地の早期復旧・復興のためには被災自治体が財政面で不安なく事業に取り組めるようにすることが重要であり、適切に対応していく」を述べている[32]。
- 2018年12月、国家戦略特別区域合同会議に出席。5区域の区域計画等について議論がなされ、9事業の認定申請が了承された。このことを受けて、「今後とも規制改革による地方創生を加速するため、積極的な改革提案、特区メニューの更なる活用をお願いしたい」と述べている[33]。
- 2019年5月、フランス・パリにて開催されたG７男女共同参画担当大臣会合に出席し、全体会合において女性活躍を政府の最重要課題として位置付け、国内及び国際的な取組を強力に推進している我が国の状況について紹介した[34]。

## 政策・主張
- 憲法9条の改正と集団的自衛権の行使に賛成。
- アベノミクスを評価する。
- 原発は日本に必要だ。
- 特定秘密保護法は日本に必要だ。
- 村山談話・河野談話を見直すべき[35]。
- 選択的夫婦別姓制度導入にどちらかというと反対[36]。

### 文教科学政策
- 2013年11月、衆議院文部科学委員会で質問に立った。高校無償化について「限られた予算を有効に使うという観点から、所得制限により捻出された財源を低所得者の支援、また公私間の教育の格差の是正のために施策を行うという今回の改正は、大いに賛成」と語った。「親切丁寧な自治体への情報提供、そして、保護者への周知」を求める一方で、地方自治体が無償化制度を導入する以前から独自に行っていた授業料の減免制度について、財政力によって地方自治体に格差が生じていることを指摘し、「どこの都道府県に生まれても、家庭の経済状況によらず進路選択が自由にできるようにやはりこの支援の都道府県格差を縮小する必要がある」と訴えた[37]。
- 2014年11月、内閣委員会で特定国立研究開発法人による研究開発等の促進に関する特別措置法案に対する修正案を提出し、提出者代表して、趣旨説明を行った。その趣旨説明の中で特定国立研究開発法人の研究者等の処遇について「優秀な人材の確保並びに若年の研究者等の育成及び活躍の推進に配慮して行うものとする」と述べた[38]。

### 国土交通政策
- 2016年10月、国土交通委員会で、災害対策等について質問を行った。水害対策については命を守るために大変重要と語り、「最近では、ビッグデータというものを使って、今までできなかったような分析等もできるようになってきておりますので、それらも研究していただきながら、どうか、水害がどんなときに来ても耐え得る社会というものを、水防災意識社会再構築ビジョンの取り組みの加速化」を求めた。また地震の際に「一つ驚いたのは、災害時の拠点となるべき建物、建築物が、しかも新耐震基準の導入以降のものであっても、今回、地震後、継続使用ができなかったという例があった」と指摘し、「災害時の拠点というものは、建築物が使えるようにというところでしっかりと行っていただければと思います。」と政府の姿勢を正した[39]。

### 経済政策
- 日英包括的経済連携協定について、交渉開始から４カ月でまとめられたことを「画期的」と評価している。また「国際貿易・投資が低迷し、内向きに走る国も見られる中、我が国と英国が協力して、自由で公正な経済圏を守り、広げていく役割を主導していくという強固な決意を世界に示すもの」であると評価している[40]。

### 外交政策
- 2021年4月、外務委員会で新型コロナウイルスに対する取り組みとして設けられた、COVAXファシリティーについて質問し、ワクチン供給について「途上国への配付が予定より遅れているとの意見もございます。途上国で今もワクチンを待っている人たちのためにいち早く貢献することが、結局は日本を守ることにつながっていくと思っております。」と指摘した[41]。

## 人物・エピソード

### 政治家になったきっかけ
学校法人を経営していた家に生まれたことや、3年B組金八先生が大好きだったことから元々は教師を目指していたが、憧れていた金八先生のような人物像を目指す中で政治家という道を見出したと語っている。

### 暴力行為
2006年12月15日夜、友人らと一緒に訪れた池袋の飲食店で店側とトラブルとなり、女性店主に暴力をふるったとして被害届が出されていると報じられたが、その後示談が成立し起訴猶予処分となった。

### 不適正報酬
学校法人敬愛学園が運営する私立幼稚園・箕田幼稚園の理事長と事務長とを兼任しているが、2012年11月から12月にかけての計22日間に亘り、欠勤していたにもかかわらず、無欠勤の場合と同様に報酬を受け取っていたことが、2014年に判明した。埼玉県は、国が定めた給与規定に違反するとして同園に改善指導を行い、中根は欠勤分を返還している。

### 秘書問題
2015年、公設秘書が「逮捕監禁致死罪」で懲役6年の実刑判決を受けた人物であることが報じられた。同秘書は、議員会館の中で、「俺は人を殺している」などとうそぶき、恐れをなした同僚秘書が何人も辞めていると報じられた同年7月に辞職している。

### 裏金問題
政治資金パーティー収入の裏金問題で、中根は2018～2022年の5年間で、清和会のパーティ券の販売ノルマを超過した分のキックバックとして計1860万円を受け取ったが、政治資金収支報告書に記載漏していなかったと書面で発表した。1月31日に訂正した収支報告書で寄付収入などとして新たに記載した。一方で、20～22年の報告書はいずれも、前年からの繰越金を記入する欄に「不明」と記入している。2024年4月4日、自民党は中根を半年間の党役職停止とする処分を決定した。同年12月26日、東京地検特捜部は政治資金規正法違反の疑いで告発された中根を嫌疑不十分で不起訴とした。

### 統一教会との関係
2021年11月7日に行われた、統一教会系の国際勝共連合と勝共UNITEが共催して開催中の憲法改正イベント「救国救世勝共大会2021」において、ビデオメッセージを寄せた。
2世信者が中心である勝共UNITEの会員に向け、「今日は若い方々がたくさん参加をされているということでございます。次の時代にしっかりと守るべきものは守り～（中略）わたくし衆議院議員中根一幸も皆さまと一緒にしっかりとそういった素晴らしい日本を作っていきたいと思います」と述べた。

## 選挙歴
| 当落 | 選挙                   | 執行日         | 年齢 | 選挙区                | 政党       | 得票数     | 得票率 | 定数 | 得票順位 /候補者数 | 政党内比例順位 /政党当選者数 |
| ---- | ---------------------- | -------------- | ---- | --------------------- | ---------- | ---------- | ------ | ---- | ------------------ | ---------------------------- |
| 比当 | 第44回衆議院議員総選挙 | 2005年09月11日 | 36   | 比例北関東（埼玉6区） | 自由民主党 | 12万1665票 | 45.09% | 1    | 2/3                | 3/9                          |
| 落   | 第45回衆議院議員総選挙 | 2009年08月30日 | 40   | 埼玉6区               | 自由民主党 | 8万4654票  | 30.59% | 1    | 2/3                | /                            |
| 当   | 第46回衆議院議員総選挙 | 2012年12月16日 | 43   | 埼玉6区               | 自由民主党 | 9万871票   | 37.94% | 1    | 1/5                | /                            |
| 比当 | 第47回衆議院議員総選挙 | 2014年12月14日 | 45   | 比例北関東（埼玉6区） | 自由民主党 | 9万4303票  | 41.90% | 1    | 2/3                | 3/8                          |
| 比当 | 第48回衆議院議員総選挙 | 2017年10月22日 | 48   | 比例北関東（埼玉6区） | 自由民主党 | 9万2222票  | 40.50% | 1    | 2/3                | 1/7                          |
| 比当 | 第49回衆議院議員総選挙 | 2021年10月31日 | 52   | 比例北関東（埼玉6区） | 自由民主党 | 10万5433票 | 43.98% | 1    | 2/2                | 7/7                          |
| 落   | 第50回衆議院議員総選挙 | 2024年10月27日 | 55   | 埼玉6区               | 無所属     | 5万425票   | 24.70% | 1    | 2/4                | /                            |

## 所属団体・議員連盟
- 自民党たばこ議員連盟[50]
- 神道政治連[51]
- 日韓議員連盟